# Adolph Christiernin
Adolph Adolphson Christiernin, född 30 juli 1701, död 1771 i Stockholm, var en svensk brukspatron och bergsråd som förlorade hela sin förmögenhet i försöken att utvinna guld ur Silvbergs gruvor i Bergslagen.

## Biografi

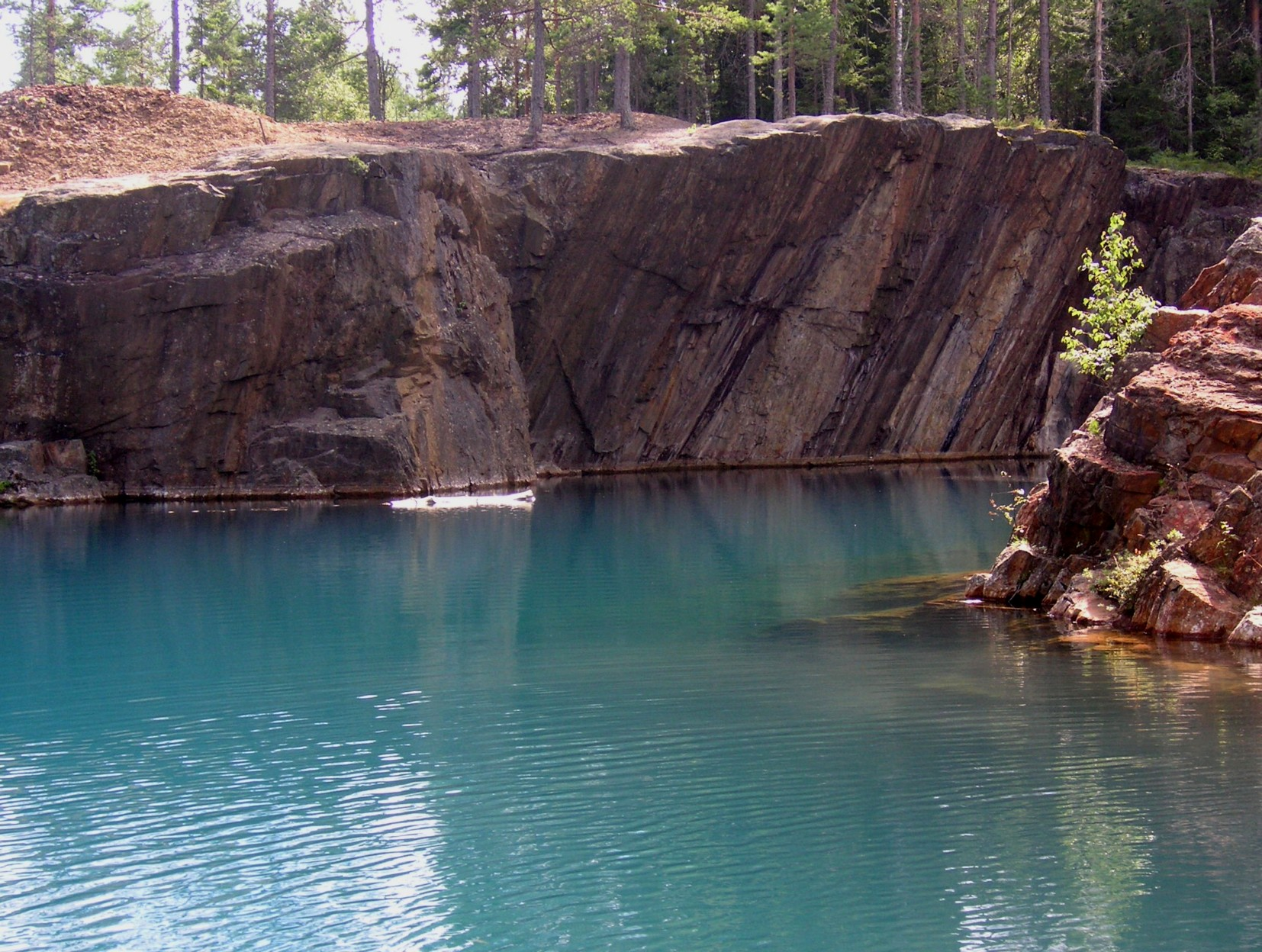
Öster Silvbergs gruvhål, 2007.

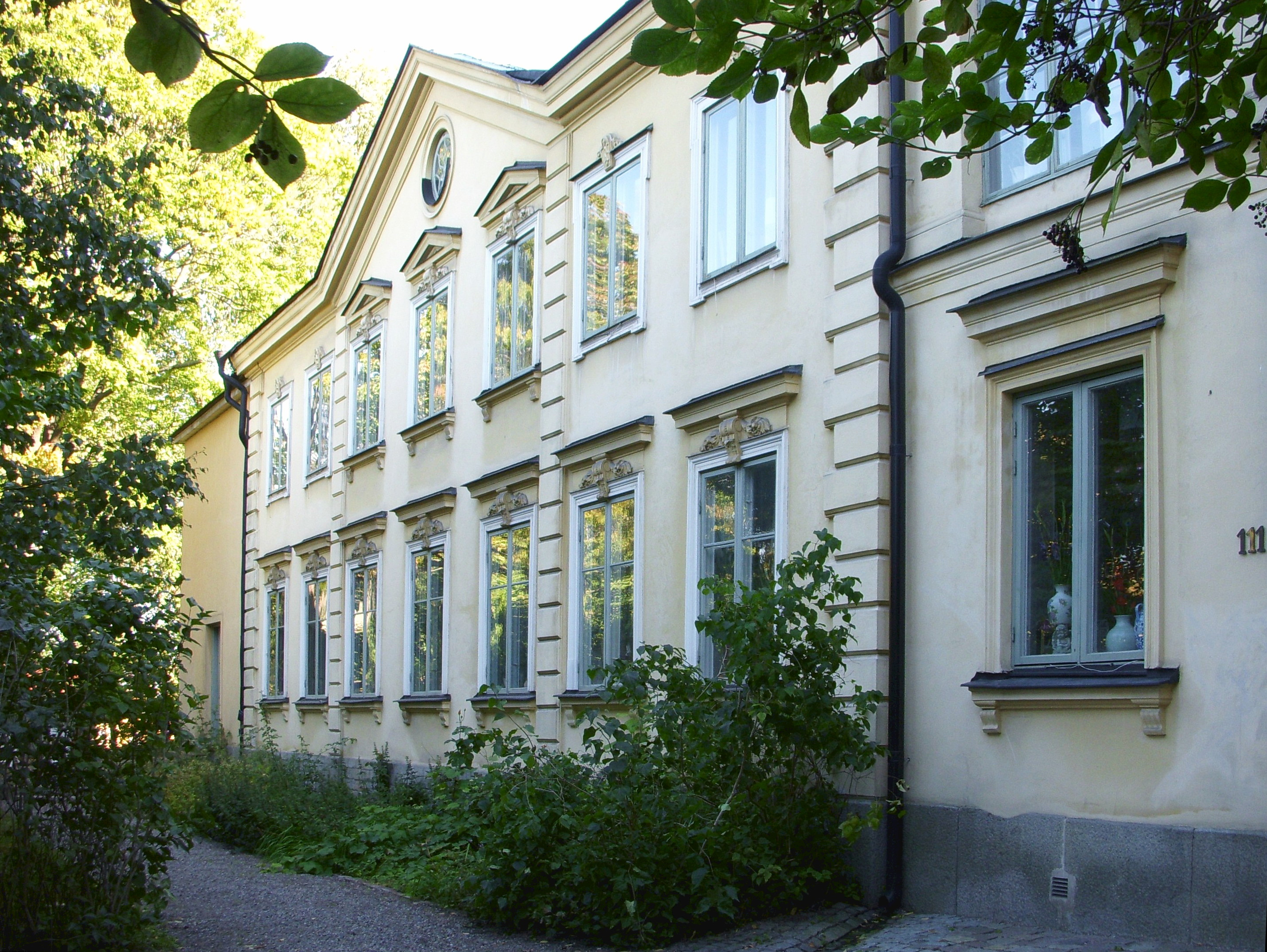
Malmgården Heleneborg, 2009.

Adolph Christiernin var son till Adolf Månsson Christiernin (1669–1743) och Elisabet Wricht (1671–1744). Hans hustru var Helena Catharina Malmin (1715–1780); makarna hade inga barn. Släkten hette ursprungligen Christiersson och det var Adolphs far som antog namnet Christiernin. Han ägde bruken i bland andra Västanfors och Fagersta i Västmanland samt Sunnäsbruk i Hälsingland. Efter faderns bortgång 1743 ärvde sonen Adolph Västanfors och Fagersta och blev en förmögen man.
Adolph Christiernin studerade några år vid Uppsala universitet men fann ämnen som teologi och döda språk "onödiga" för en blivande brukspatron. Istället lärde han till bokhållare och förestod sedan faderns kontor. Under en resa till bergverken i tyska Harz och Böhmen fick han tag i ett gammalt dokument som talade om att det i Öster Silvbergs gruva i Bergslagen skulle finnas stora mängder guld som svenskarna inte kände till och att allt silver som hittills hade brutits, inklusive silvret i svenska silvermynt från Gustav II Adolfs tid, skulle vara ”gyldisk”, alltså hade en hög andel guld. Man tycks dock redan på 1400- och 1500- talen ha haft klart för sig att malmen från Östra Silvberget innehöll förhållandevis mycket guld (ungefär 1,28 procent) vilket ansågs vara värt att utvinna. 
Genast efter hemkomsten 1730 köpte han bryträttigheterna för de då stängda gruvorna Östra och Västra Silvberg och igångsatte arbetet med att åter öppna dem. Innan dess hade landshövdingen Jonas Cedercreutz varit verksam vid gruvan i Östra Silvberg och drivit den med stora förluster. Till en början hade Christiernin visst samarbete med Jonas Cedercreutz son, Carl Gustaf (född 1706) från Ludvika, men han drog sig efter några år tillbaka, avskräckt av förlusterna och möjligtvis också av kompanjonens sätt att arbeta. Christiernin organiserade arbetet vid gruvan efter tysk förebild och investerade stora summor i teknisk utrustning för brytningen. 
År 1748 lyckades han få brukspatronen och ägaren av Carl Gustaf Stads järnverk, Fredrik Rothoff, som medintressent i Östra Silvberget. Året därpå kunde man börja länspumpa den vattenfyllda gruvan. År 1747 hade Christiernin lagt ner 250 000 dlr kmt (daler kopparmynt) i Västra Silvberg och 1755 ytterligare 120 000 dlr kmt i Östra Silvberg. Vinsten var blygsam; omkring 420 mark (knappt 90 kilogram) silver. En liten del av detta silver användes 1746 till att prägla en medalj till kronprins Gustavs (Gustav III) födelse. Under året 1752 skall 12½ lod (ca 165 gram) guld ha avskiljts ur silvret från gruvan, vilken utförts av överdirektören vid kontrollverket, Carl Magnus Flintberg.
Christiernins ”patriotiska” verksamhet att leta efter guld i en svensk gruva, väckte uppmärksamhet och uppmuntrades av allmänheten. Han fick initialt till och med riksdagens stöd för sina idéer och erhöll viss finansiering därifrån. 1760 titulerades han officiellt bergsråd. Men till slut vann verkligheten över Christiernins fantasier. Efter oändliga skriverier och långdragna processer avvisades han av urskillningsdeputationen vid riksdagen 1760-1762.
År 1759 hade Christiernin förvärvat egendomen Heleneborg på Södermalm i Stockholm som han namngav efter sin hustru Helena. Genom sin fixa idé att vilja hitta guld i Silvbergs gruvor förlorade han slutligen hela sin förmögenhet. 1767 gick han i konkurs och fick även lämna Heleneborg ifrån sig samt tidvis sitta på Stockholms Bysättningshäkte (Bysis). På äldre dagar levde han i armod i Stockholm.

## Christiernins dukater

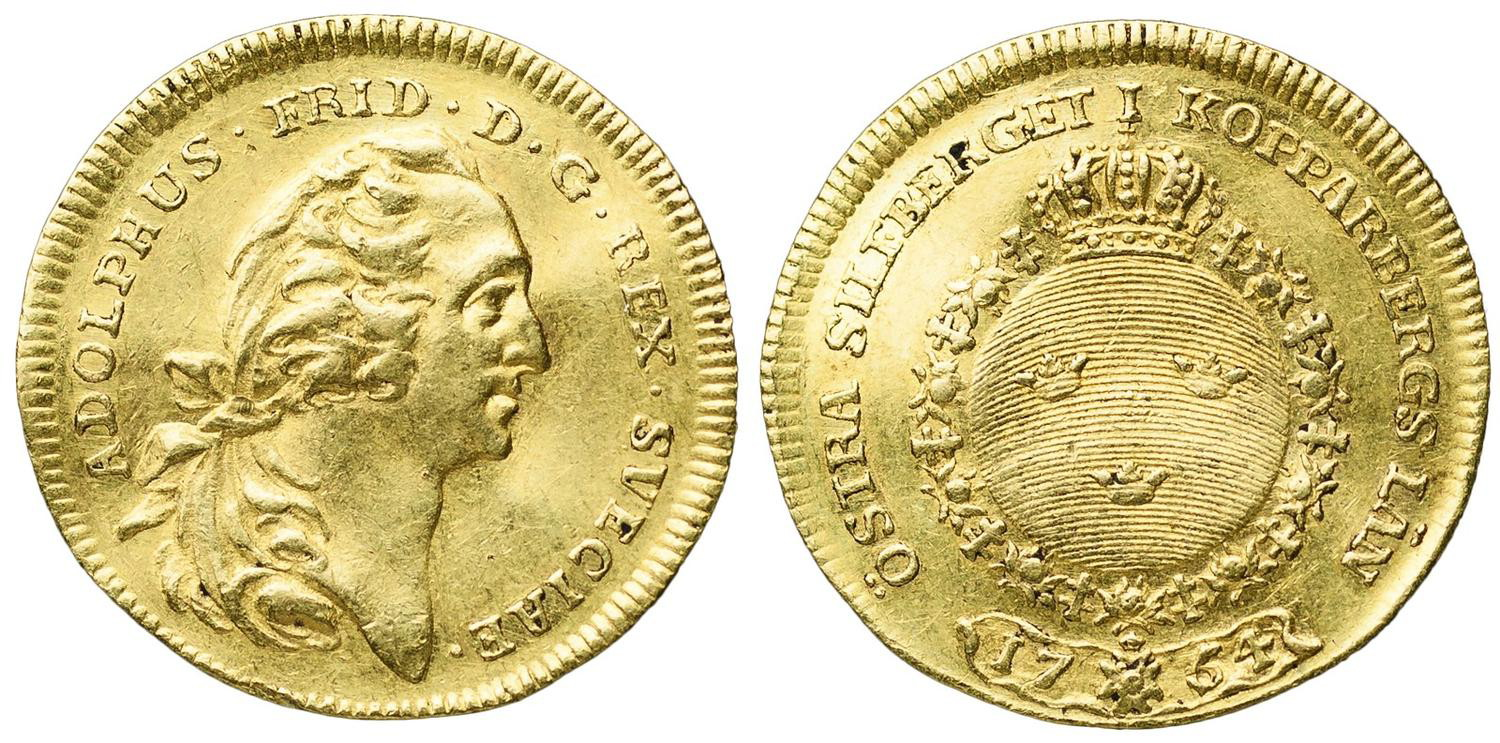
Christiernins dukat av guld från Östra Silvberget, daterad 1754, slagen 1755.

Christiernin utvann aldrig guld i större mängder i Silvberg. Det existerar dock några numismatika rariteter i form av präglade dukater, framställda med guld från Östra Silvbergs malm. Ett mindre guldfynd föranledde Christiernin att i början av 1752 insända en skrivelse till Kungl. Maj:t, där han anhöll om att få prägla en ”minnespenning om Gruvans ånyo upptagande”. 
Han föreslog även att konungens (Adolf Fredrik) bröstbild skulle finnas på ena sidan, samt texten "ADOLPHUS FRID D G REX SVECIAE". Christiernins och Rothoffs namn samt årtalet 1751 skulle finnas på den andra. När mynten sedan präglades 1752 fanns istället lilla riksvapnet och texten "ÖSTRA SILFBERGET I KOPPARBERGS LÄN" på myntens baksidor. Upplagan var 50 styck. 1754 präglades ytterligare en upplaga, denna gång 150 styck. 
Dukaterna av guld från Östra Silvberget hör idag till de främsta numismatiska sällsyntheter. Från 1752 års upplaga finns bara tre kända exemplar medan den från 1754 finns i sju kända exemplar, ett av dem såldes 2015 på en auktion för 140 000 kronor.